# Čukotski poluotok
Čukotski poluotok je poluotok u Čukotskom autonomnom okrugu u Rusiji, na krajnjem sjeveroistoku Azije. Okružen je Čukotskim morem na sjeveru, Beringovim morem na jugu i Berignovim prolazom na istoku.
Naziv poluotoka dolazi od naroda Čukča koji žive na tom području.

## Vanjske poveznice
|  | Zajednički poslužitelj ima još gradiva o temi Čukotski poluotok |